# Associazione Sportiva Roma (femminile)
L'Associazione Sportiva Roma (/assoʧatˈtsjone sporˈtiva ˈroːma/), nota anche come AS Roma, Roma o Roma femminile (/ˈroːma femmiˈnile/), è la sezione femminile dell'omonima società calcistica italiana con sede nella città di Roma. Nella stagione 2024-2025 milita nel campionato di Serie A, massimo livello della piramide calcistica italiana.
Fondata nel 2018, ha come colori sociali il rosso e il giallo, tonalità cromatiche corrispondenti al gonfalone del Campidoglio. La Lupa è uno dei soprannomi che contraddistinguono la Roma insieme a Giallorosse, Magica e Capitoline.
Includendo la stagione 2024-2025, la Roma ha partecipato a sette campionati nazionali, tutti in Serie A.

## Storia

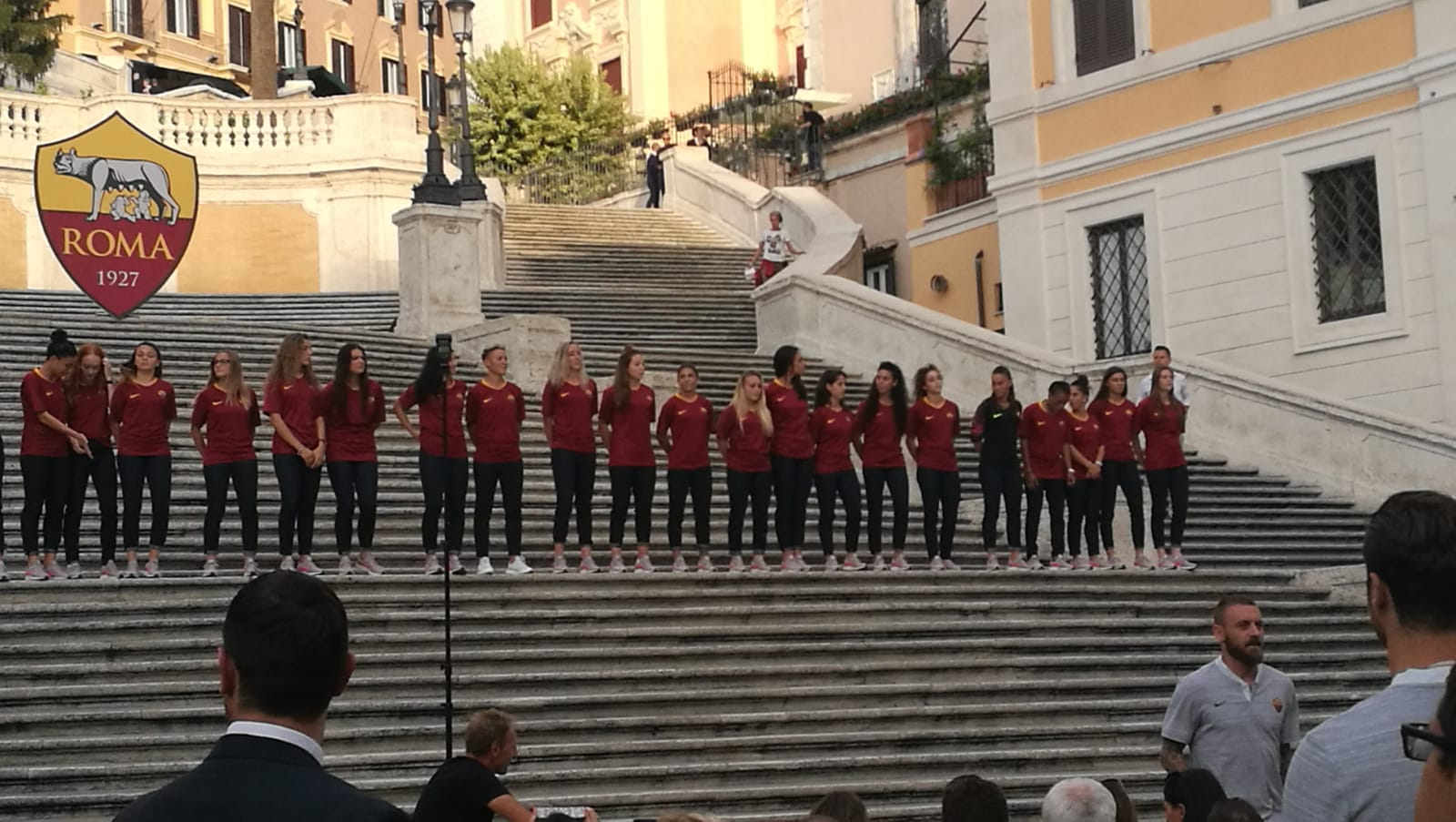
La presentazione ufficiale della Roma femminile, avvenuta il 7 settembre 2018

A Roma il calcio femminile ha origine negli anni 1960 ed è proseguito negli anni successivi con la fondazione di vari club, tra cui la Roma Calcio Femminile (formatasi nel 1965) e la Res Blu 92 (2004), che pur avendo adottato il nome della capitale d'Italia e i colori giallorossi, non hanno alcun legame societario con il club maschile. Già dal 2015 la Lupa ha una sezione femminile nel suo settore giovanile, tuttavia la Prima squadra si è formata solo il 15 giugno 2018 grazie alla possibilità offerta dalla Federazione Italiana Giuoco Calcio (FIGC) ai club professionistici maschili di acquisire società dilettantistiche femminili: la Roma ha rilevato il titolo sportivo della Res Roma, nel frattempo disimpegnatasi dall'attività, consentendo alle neonate Giallorosse di iscriversi alla Serie A.
Sotto la guida tecnica di Elisabetta Bavagnoli e con ventidue tesserate, in gran parte provenienti dalla Res Roma, la Roma ha iniziato il suo primo campionato di Serie A perdendo con il Sassuolo e incassando poi due sconfitte consecutive, incluso uno 0-4 casalingo dalle campionesse in carica della Juventus. La vittoria nella successiva giornata in casa della Florentia ha dato il via alla risalita della classifica della Roma che, con cinque vittorie nelle successive gare, ha concluso il girone d'andata al quinto posto. Con il successo nella prima giornata del girone di ritorno, le Giallorosse hanno conquistato la quarta posizione in classifica, che sono riuscite a mantenere per tutto il ritorno e fino alla fine del campionato, senza però recuperare la distanza dal terzetto al comando. In Coppa Italia la Roma è scesa in campo negli ottavi di finale e, dopo aver eliminato l'Orobica e poi le concittadine della Roma Calcio Femminile, è stata eliminata in semifinale dalla Fiorentina: pareggio nella sfida dell'andata al Tre Fontane, sconfitta per 2-0 a Firenze. Il 17 agosto 2020 un gruppo imprenditoriale americano, "The Friedkin Group", acquisisce il club. Il primo presidente della nuova proprietà è Dan Friedkin, amministratore delegato della Gulf States Toyota Distributors. Nella stagione 2020-2021 la Lupa conquista il suo primo trofeo, con la vittoria della Coppa Italia. L'annata successiva la squadra capitolina arriva seconda in Serie A e in finale di Coppa.

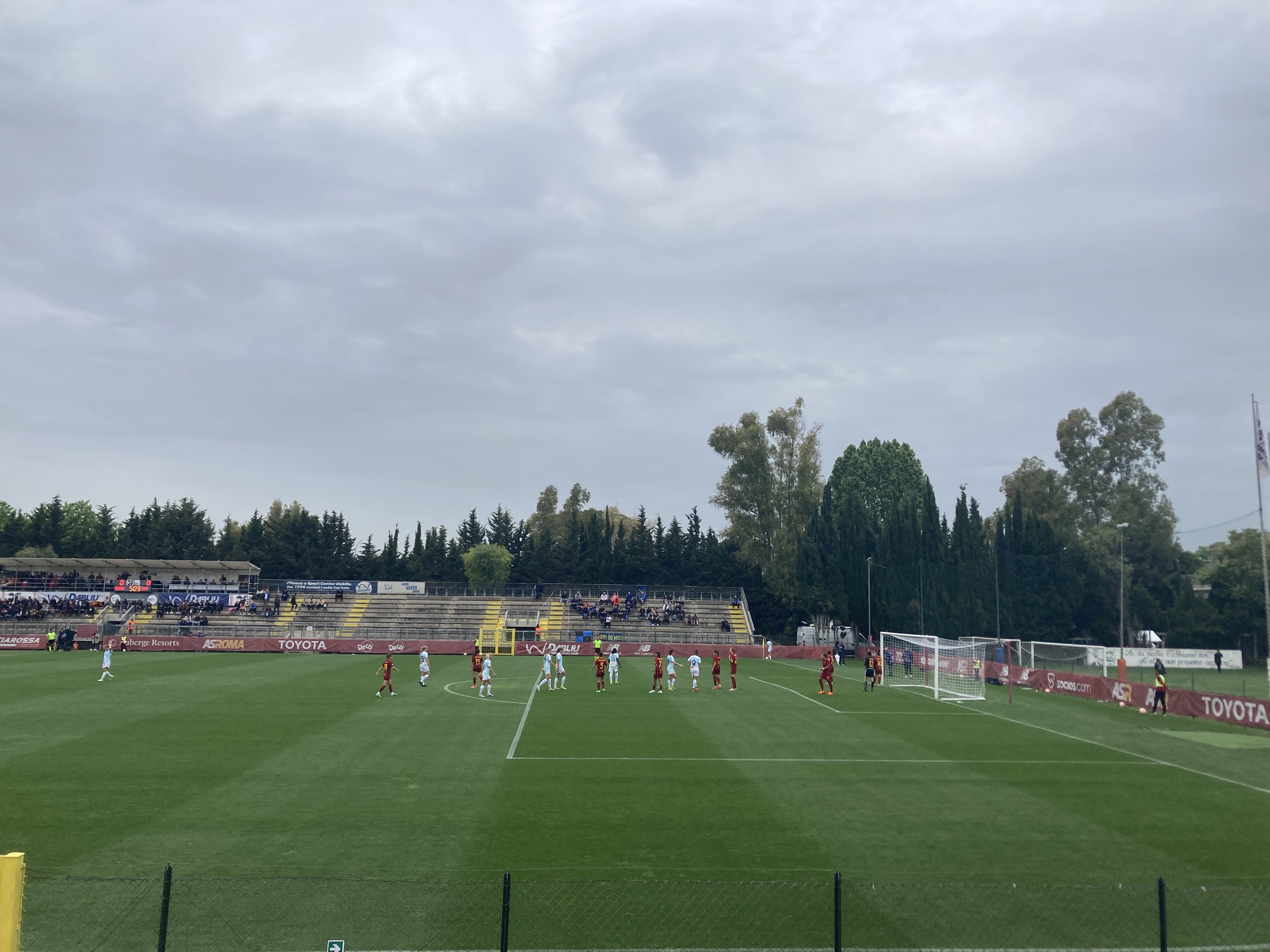
Una fase di gioco tra la Roma e l'Inter allo Stadio Tre Fontane.

Nella stagione 2022-2023 partecipa per la prima volta nella sua storia alla UEFA Women's Champions League 2022-2023. Supera i turni preliminare battendo Glasgow City Football Club e Paris Football Club (femminile) nel Gruppo 1 del percorso piazzate e nella fase ad eliminazione diretta lo Athletic Club Sparta Praha fotbal vincendo 1-2 fuori casa e 4-1 al ritorno in casa. Nella fase a gironi è stata inserita nel gruppo B con Verein für Leibesübungen Wolfsburg (femminile), Sportovní Klub Slavia Praha e Sportklub Niederösterreich Sankt Pölten (femminile), ed è diventata la seconda italiana a raggiungere i quarti di finale con il nuovo formato. Gioca le partite casalinghe allo Stadio Domenico Francioni di Latina.
Il 5 novembre 2022 conquista la prima Supercoppa nazionale battendo ai calci di rigore la Juventus, dopo che i tempi supplementari sono terminati 1-1.
Il 29 aprile 2023, grazie alla vittoria per 2-1 in casa contro la Fiorentina, la squadra giallorossa conquista lo Scudetto per la prima volta nella propria storia. Nella stagione successiva, la Roma vince il secondo titolo consecutivo con tre giornate d'anticipo, per poi vincere la sua seconda Coppa Italia, superando ai rigori la Fiorentina in finale.

## Cronistoria
Di seguito la cronistoria della Roma femminile.

## Colori e simboli

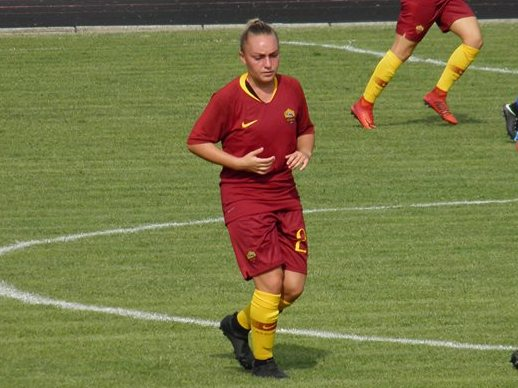
Giada Greggi nella prima partita delle Lupe

### Colori
I colori sociali della Roma sono il giallo e il rosso del gonfalone del Campidoglio.
Per la stagione 2020-2021 la tenuta di gioco del club capitolino, identica a quella indossata dalla formazione maschile, è composta da una maglia rossa con fasce orizzontali nella metà superiore rosso scuro, rosso, arancione e giallo, calzoncini e calzettoni rossi. Oltre alla divisa casalinga, le Giallorosse presentano una divisa da trasferta, costituita da maglia avorio con colletto a polo rosso con dettagli giallorossi, bordi manica rossi e strisce laterali rosse, calzoncini rossi e calzettoni bianchi con decorazioni giallorosse. La terza divisa è formata da maglia, calzoncini e calzettoni neri con dettagli arancioni. Quattro sono le divise per i portieri, una verde, una arancione, una grigia e una blu, tutte con dettagli neri..
Nella stagione della fondazione 2018-19 la divisa home era costituita da maglia rossa con colletto giallo, pantaloncini rossi e calzettoni gialli decorati di rosso, la away era formata da un kit completamente grigio con dettagli neri, la third gialla con dettagli rossi; erano inoltre presenti quattro divise per i portieri: una nera con decorazioni rosa e verdi, una gialla con decorazioni nere e verdi, una viola con decorazioni verde fluorescente, una verde con dettagli arancioni e neri..
Nella stagione 2019-2020 la prima divisa della Roma era costituita da maglia rossa con dettagli a forma di fulmine stilizzato in giallo, calzoncini bianchi (in alternativa rossi) e calzettoni rossi con dettagli in giallo, mentre la divisa da trasferta presentava una maglia bianca decorata con un fulmine giallorosso obliquo, calzoncini rossi (in alternativa bianchi) e calzettoni bianchi con decorazioni giallorosse. La terza divisa era blu decorata di giallorosso e presentava un pattern decorativo formato da Lupetti e dall'acronimo ASR. La prima divisa del portiere era completamente nera con inserti grigi, la seconda gialla con dettagli arancio, la terza verde con dettagli verde scuro, la quarta verde con decorazioni verdi e viola, la quinta arancione con dettagli gialli e neri.

### Simboli ufficiali

#### Stemma
La sezione ha adottato lo stemma già utilizzato dalla formazione maschile a partire dalla stagione 2017-2018, costituito da uno scudo triangolare presentante nella metà superiore uno sfondo giallo e la lupa capitolina, nella metà inferiore uno sfondo rosso e la scritta "ROMA 1927". Tale logo deriva dal primo stemma della Roma, dal quale differisce per il disegno della lupa e per la scritta "ASR" in giallo nella porzione bassa, il quale è stato utilizzato dalle origini fino al 1978, anno in cui è stato sostituito dal "Lupetto" di Piero Gratton.

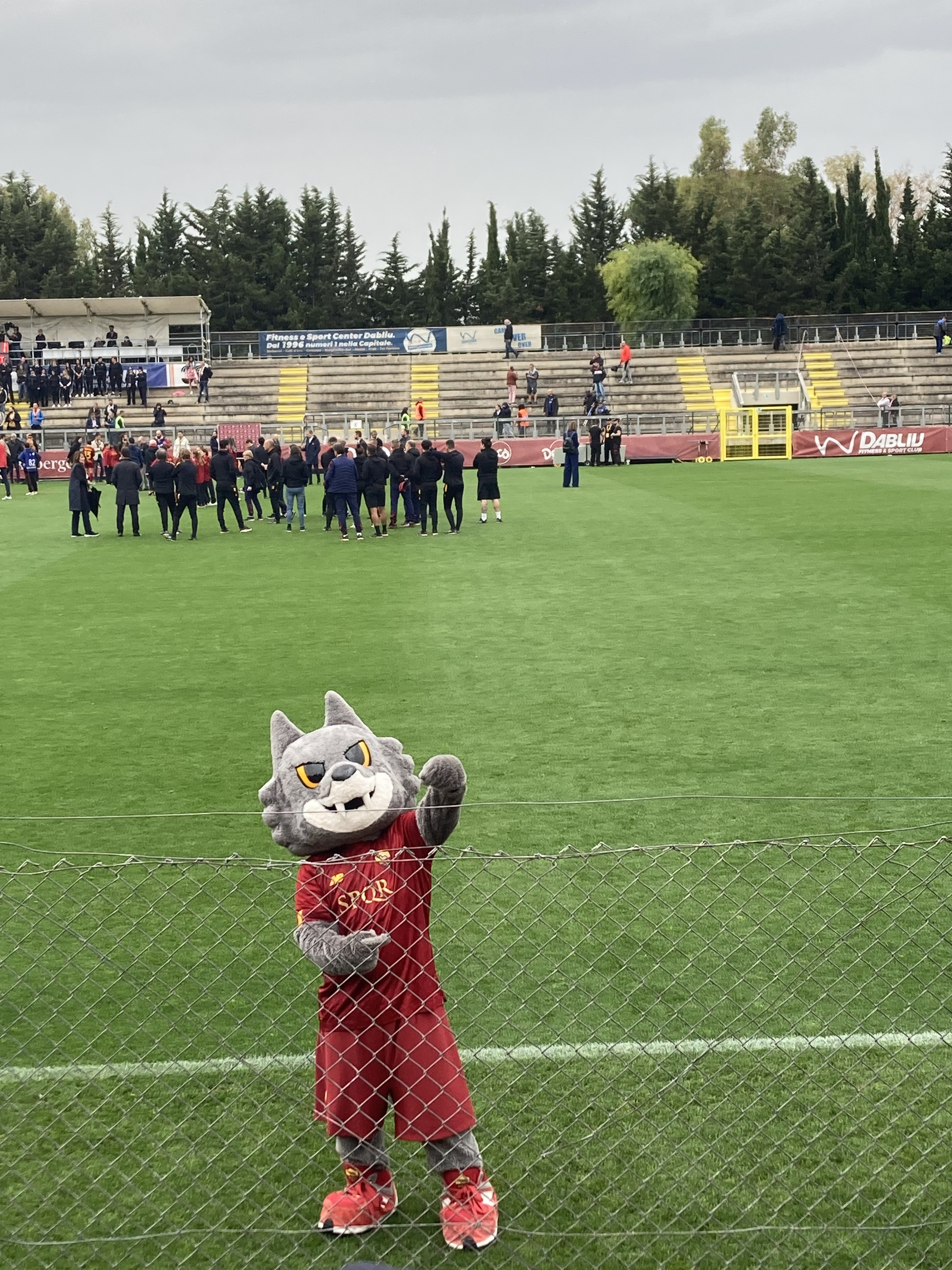
Romolo saluta il pubblico

Il 20 luglio 1997, grazie a un accordo con il Comune capitolino, alla squadra romanista è stato concesso il permesso speciale di poter utilizzare il simbolo della lupa e di riproporre, così, una nuova versione dello stemma ispirata a quello originale. Il 22 maggio 2013 è stato presentato un nuovo restyling del logo della Magica, che si è distinto dal precedente per la scomparsa della scritta "ASR" (sostituita da "ROMA" e dall'anno di fondazione del club, il 1927) e per la rivisitazione della lupa e dei gemelli, che hanno cambiato colore passando dal nero all'argento; tale stemma è stato ricolorato nel 2017, portandolo alla forma usata dalla sezione femminile.

#### Inno
L'inno ufficiale della società giallorossa è Roma (non si discute, si ama), con testo di Antonello Venditti e Sergio Bardotti e musica di Antonello Venditti e Giampiero Scalamogna (meglio noto con il nome d'arte di Gepy & Gepy). La canzone è in uso nella sezione maschile dal 1974 ma, nella stagione 1977-1978, venne sostituita da Forza Roma Forza Lupi di Lando Fiorini, sembra per volontà del presidente Viola che non gradiva avere un inno composto da un cantautore all'epoca politicamente esposto come Venditti, tornando poi a essere l'inno ufficiale della compagine giallorossa a partire dal 1994 e venendo adottato dalla Roma femminile nel 2018.

#### Mascotte
La mascotte ufficiale del club è Romolo (in riferimento all'omonimo re di Roma), un pupazzo a forma di lupo che indossa la maglia della squadra recante il numero 753, a simboleggiare il 753 a.C., anno di fondazione della città eterna. È solito compiere un giro di campo prima degli incontri casalinghi e farsi scattare foto insieme a tifosi e calciatori della Roma. È anche presente in alcuni eventi riguardanti il club giallorosso.
Il 3 aprile 2023 con un comunicato ufficiale la società annuncia che a Romolo viene affiancata una nuova mascotte di nome Romina, nome scelto a seguito di un sondaggio avvenuto sulla piattaforma socios.com.

## Strutture

### Stadio

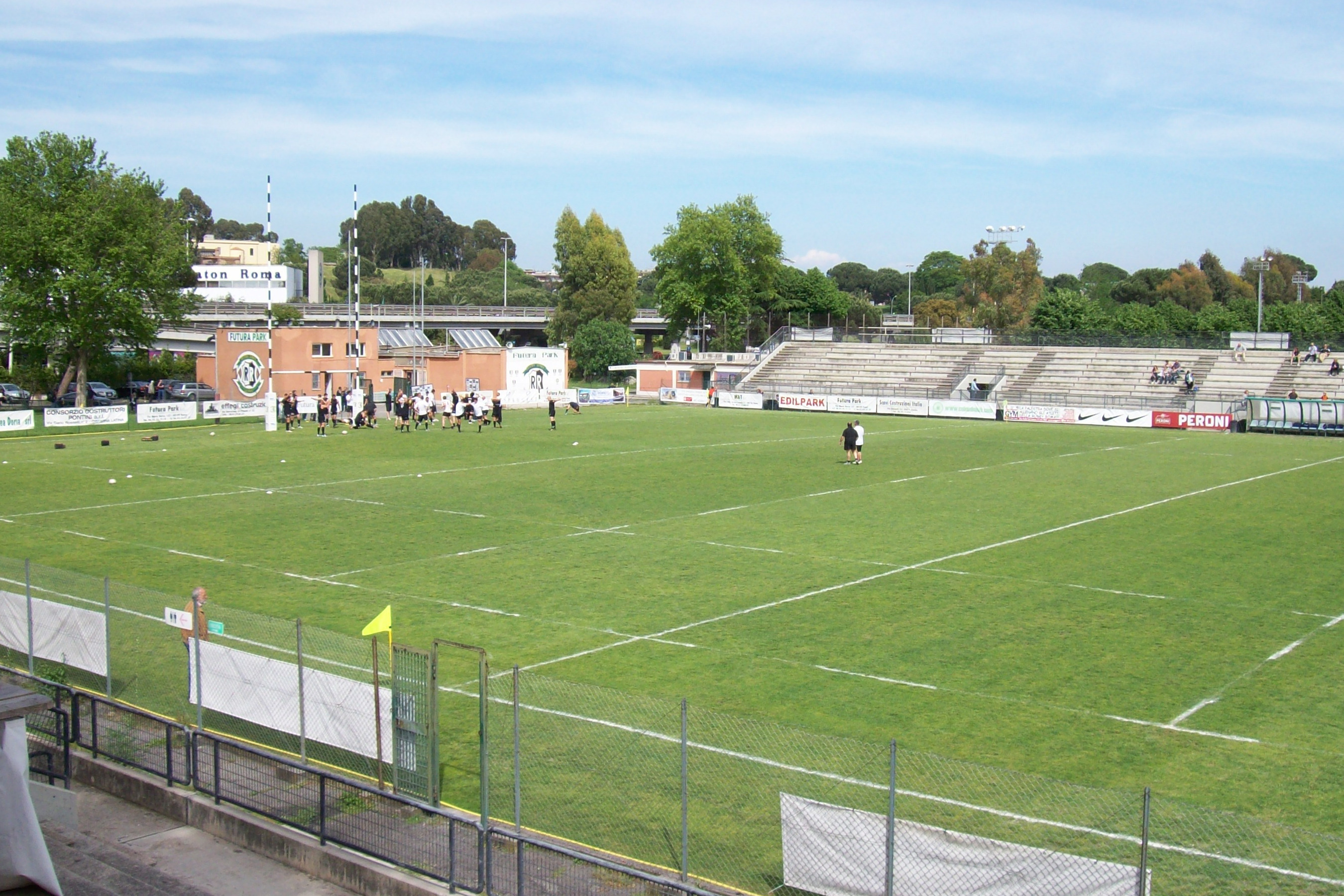
Il Tre Fontane

Sin dalla loro fondazione le Lupe disputano le partite casalinghe allo Stadio Tre Fontane di Roma, impianto capace di ospitare 3 000 spettatori. La struttura sorge all'estremità occidentale del complesso sportivo omonimo, costruito in occasione dei Giochi olimpici del 1960 che si tennero a Roma, e fu inaugurato nel 1959; l'intera area copre circa 170 000 m² e fu progettata dall'architetto Maurizio Clerici con la consulenza strutturale degli ingegneri Pagani e Lombardi, direttori dei lavori. Il Tre Fontane venne costruito per alleggerire l'Olimpico, il Flaminio e il Centro sportivo Giulio Onesti dalle attività sportive relative alle Olimpiadi, infatti il progetto prevedeva anche la creazione di impianti per hockey su prato e pattinaggio.
Lo stadio venne successivamente utilizzato dalla Roma maschile per gli allenamenti delle giovanili fino all'apertura del centro sportivo Fulvio Bernardini, dopo la quale venne utilizzato da varie squadre di rugby di Roma e dallo stesso club giallorosso per poter partecipare alla Youth League. Tra il 2015 e il 2017 il Tre Fontane ha subito un intervento di riqualificazione nel quale è stato recuperato l'intero stadio, i due campi da rugby e le strutture annesse, sono stati installati manti erbosi di nuova generazione e ammodernati spogliatoi, biglietterie e servizi igienici.

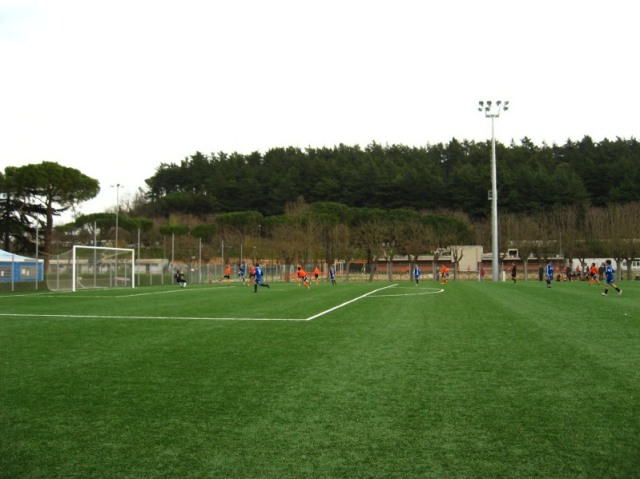
Il Giulio Onesti

### Centro di allenamento
Il club capitolino svolge i suoi allenamenti nel Centro sportivo Giulio Onesti, struttura di proprietà del Comitato olimpico nazionale italiano (CONI) situata a Largo Giulio Onesti nº1. Il Giulio Onesti si estende per 25 ettari, ospita l'istituto di Medicina e Scienza dello Sport, la Scuola dello Sport del CONI e un laboratorio antidoping. La struttura permette di praticare diverse attività sportive, tra le quali calcio, hockey su prato, rugby, nuoto, scherma, baseball, pallacanestro, pallavolo e taekwondo. Per quanto riguarda il calcio, sono presenti cinque campi, due dei quali in erba sintetica e tre in erba naturale. Oltre alle attività di genere sportivo, la Roma utilizza il centro per opere di beneficenza come il "Toys day", dove vengono donati giocattoli, o come una delle sedi per i campi estivi del club, gli "AS Roma camp".

## Società
La Roma è una società per azioni dal 1967, con un capitale sociale pari a 73 245 478 di euro e 628 716 553 azioni, ciascuna con un valore nominale pari a 0,1165 euro. La proprietà è suddivisa come segue: l'86,6% è riconducibile alla "Romulus and Remus Investments LLC" e il restante 13,4% è negoziato sul mercato. Dal 10 dicembre 2018 la sede sociale si trova all'Eur: questa presenta gli uffici commerciale, marketing, amministrativo e ticketing del club. Secondo la rivista statunitense Forbes, in uno speciale reportage del 2019, il valore del club capitolino ammontava a 622 milioni di dollari, classificandolo 16º nella graduatoria mondiale delle società più valutate e terzo tra quelle italiane, dopo Juventus e Inter. La rivista ufficiale del club è LaRoma, fondata nel 1983, la cui sede redazionale si trova all'interno del centro sportivo Fulvio Bernardini.

### Organigramma societario
Di seguito l'organigramma della Roma aggiornato al 2 gennaio 2021.
Consiglio di amministrazione
- Dan Friedkin - Presidente
- Ryan Friedkin - Vice presidente
- Alessandro Antonello - Amministratore delegato
- Marcus Watts - Consigliere
- Eric Williamson - Consigliere

Comitato nomine e remunerazioni e Comitato per il controllo interno e la gestione dei rischi
- Benedetta Navarra - Presidente
- Mirella Pellegrini - Membro
- Ines Gandini - Membro

### Sponsor
Di seguito la cronologia di sponsor tecnici della Roma femminile.
- 2018-2021 Nike[74]
- 2021-2023 New Balance[75]
- 2023 - Adidas[76]

### Impegno nel sociale
Il club capitolino ha preso parte all'operazione di sensibilizzazione sociale "A scuola di tifo", iniziativa atta a insegnare i valori di un tifo senza discriminazione. Le Giallorosse hanno preso parte a due edizioni di tale iniziativa, la prima (5 febbraio 2019) delle quali denominata "Che talento queste ragazze", nella quale era posto come obiettivo l'avvicinamento delle donne al mondo del calcio sensibilizzando gli alunni delle scuole; la seconda edizione (8 marzo 2019) ha avuto come tema l'inclusione nel mondo dello sport. La Roma partecipa anche al programma "Toys day" nel quale vengono donati, nelle strutture legate al club, giocattoli ai bambini meno fortunati; inoltre sono gli stessi giocatori del club maschile e femminile a consegnare i doni ai ragazzi. Le Giallorosse, in associazione con Medici senza frontiere, hanno espresso la loro solidarietà alle vittime del ciclone Idai (che ha colpito nel 2019 il Mozambico) creando un apposito fondo di emergenza. Il 14 giugno 2019, in collaborazione con Hyundai, le Lupe hanno sostenuto un incontro amichevole contro alcuni tifosi romanisti convinti che il calcio sia una prerogativa del sesso maschile.

### Settore giovanile

Il logo dell'AS Roma Academy

Per quanto riguarda il settore giovanile, le Lupe godono di una formazione Primavera, una Under-17, una Under-15, una Under-14, due Esordienti e due Pulcini. A livello di palmarès, le ragazze della Primavera hanno conquistato quattro campionati Primavera (2019-2020, 2020-2021, 2021-2022, 2022-2023)  e nella stagione 2019-2020, hanno raggiunto la finale della Viareggio Women's Cup, poi persa contro la Juventus. Le giovani dell'Under 17 vincono, per la prima volta nella storia, lo scudetto 2022-2023 battendo il 27 giugno 2023 il Milan nella finale di Senigallia.
La sede principale è situata nel centro sportivo Giulio Onesti, come avviene per la sezione maschile, inoltre il club capitolino presenta rapporti di support tecnico con squadre dilettantistiche del territorio laziale e con le secondaria di primo e secondo grado. Oltre alle squadre principali, la squadra giallorossa presenta tre Academy nella città metropolitana di Roma Capitale e, nel periodo estivo, organizza gli "AS Roma Camp", campi estivi dedicati all'allenamento giovanile.

## Diffusione nella cultura di massa

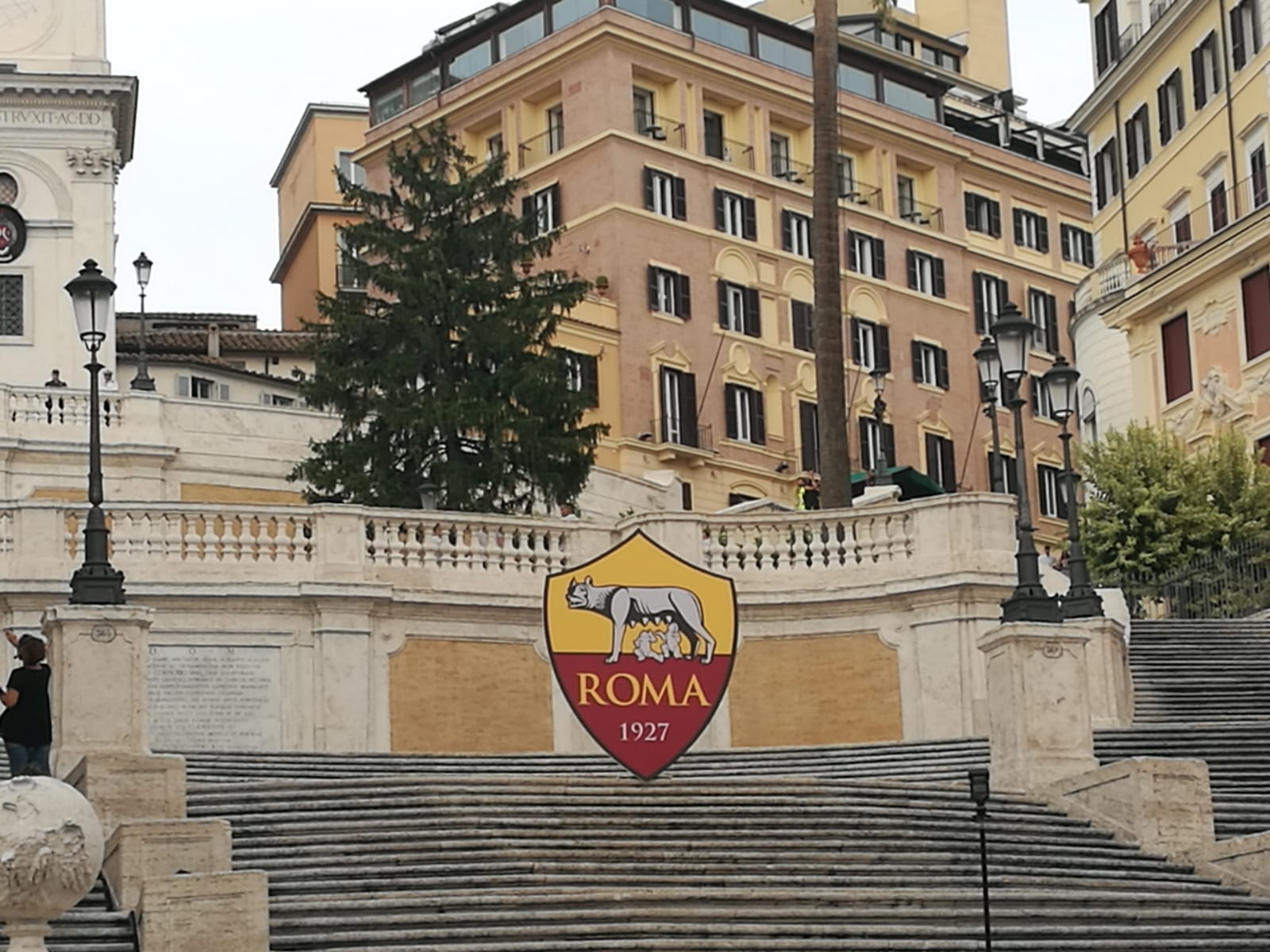
Lo stemma della Roma a piazza di Spagna durante la presentazione della squadra

La presentazione ufficiale della sezione femminile delle Capitoline è avvenuta il 7 settembre 2018 a piazza di Spagna, durante il quale l'area è stata decorata con lo stemma del club. Il 24 aprile 2019 il Roma Club Verona ha dedicato delle immagini celebrative alla squadra per i risultati sportivi ottenuti nella stagione 2018-2019. Tra le pubblicazioni dedicate al club, c'è Il Romanista, attivo dal 2004 al 2014 e successivamente riaperto nel 2017, primo e unico giornale al mondo a essere dedicato unicamente a una squadra di calcio.

## Allenatori e presidenti
Di seguito l'elenco degli allenatori e dei presidenti della Roma femminile.
| Allenatori - 2018-2021 Elisabetta Bavagnoli - 2021-2025 Alessandro Spugna - 2025- Luca Rossettini | Presidenti - 2018-2020 James Pallotta - 2020- Dan Friedkin |

## Calciatrici

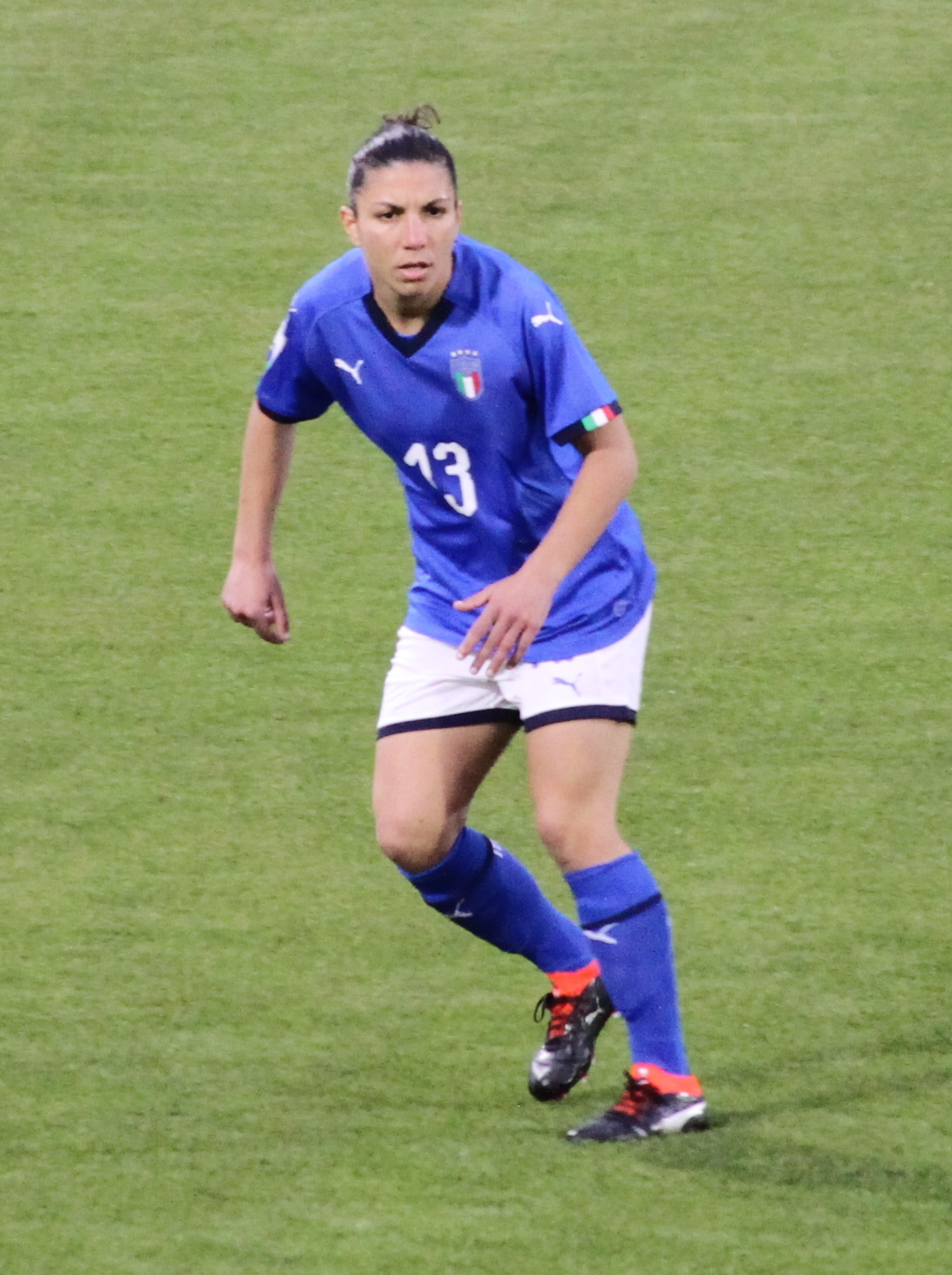
Elisa Bartoli, il capitano della Roma dal 2018 al 2024

Tra i premi delle calciatrici troviamo l'inserimento nella squadra dell'anno al Gran Galà del calcio AIC 2019 di Elisa Bartoli,, di Bartoli e Manuela Giugliano a quello del 2020., di Elisa Bartoli, Elena Linari, Annamaria Serturini e Manuela Giugliano a quello del 2021.
Nel 2022 vengono invece inserite nella squadra dell'anno Elena Linari, Annamaria Serturini, Giada Greggi e Andressa Alves da Silva.
Nell'anno del primo scudetto, il Gran Galà del calcio AIC 2023 inserisce nella Top 11 femminile  
Moeka Minami, Andressa Alves da Silva, Carina Wenninger, Elena Linari, Giada Greggi, ed Emilie Haavi, quest'ultima si aggiudicherà anche il premio come calciatrice dell'anno. Infine è di Manuela Giugliano il gol più bello della stagione.

### Capitani
Di seguito l'elenco dei capitani della Roma femminile.
- Elisa Bartoli (2018-2024)
- Manuela Giugliano (2024-)

### Contributo alle Nazionali
Le prime calciatrici del club giallorosso a essere state convocate dall'Italia sono Agnese Bonfantini, Elisa Bartoli, Rosalia Pipitone e Annamaria Serturini in occasione delle amichevoli giocate contro Cile e Galles del 18 e 22 gennaio 2019 (Bartoli e Serturini sono state anche le prime a esordire). Nello stesso periodo Giada Greggi e Angelica Soffia sono state convocate dall'Italia under 19.
Serturini è stata la prima romanista a segno con la Nazionale maggiore. Al 31 dicembre 2023 la giallorossa con il maggior numero di presenze con la maglia azzurra risulta essere Elisa Bartoli con 43 partite giocate, mentre al primo posto per marcature effettuate c'è Valentina Giacinti con 7 reti. 
Bartoli, Serturini e Pipitone sono state le prime giallorosse a partecipare a un torneo internazionale con l'Italia, il campionato mondiale femminile di calcio 2019, nel quale le Azzurre si sono fermate ai quarti di finale, mentre Bonfantini e Labate sono state convocate per la XXX Universiade. Infine le prime calciatrici straniere a essere state convocate dalle corrispondenti Nazionali sono state Allyson Swaby (Giamaica) e Vanessa Bernauer (Svizzera).

## Palmarès

### Competizioni nazionali
- Campionato italiano: 2

2022-2023, 2023-2024
- Coppa Italia: 2

2020-2021, 2023-2024
- Supercoppa italiana: 2

2022, 2024

### Competizioni giovanili
- Campionato Primavera: 4

2019-2020, 2020-2021, 2021-2022, 2022-2023
- Campionato Nazionale Under-17: 2

2022-2023, 2024-2025

## Statistiche e record

### Partecipazione ai campionati
| Livello | Categoria | Partecipazioni | Debutto   | Ultima stagione | Totale |
| ------- | --------- | -------------- | --------- | --------------- | ------ |
| 1º      | Serie A   | 7              | 2018-2019 | 2024-2025       | 7      |

### Partecipazione alle coppe
| Competizione                  | Partecipazioni | Debutto   | Ultima stagione | Totale |
| ----------------------------- | -------------- | --------- | --------------- | ------ |
| Coppa Italia                  | 7              | 2018-2019 | 2024-2025       | 7      |
| Supercoppa italiana           | 5              | 2020      | 2024            | 5      |
| UEFA Women's Champions League | 3              | 2022-2023 | 2024-2025       | 3      |

### Statistiche di squadra

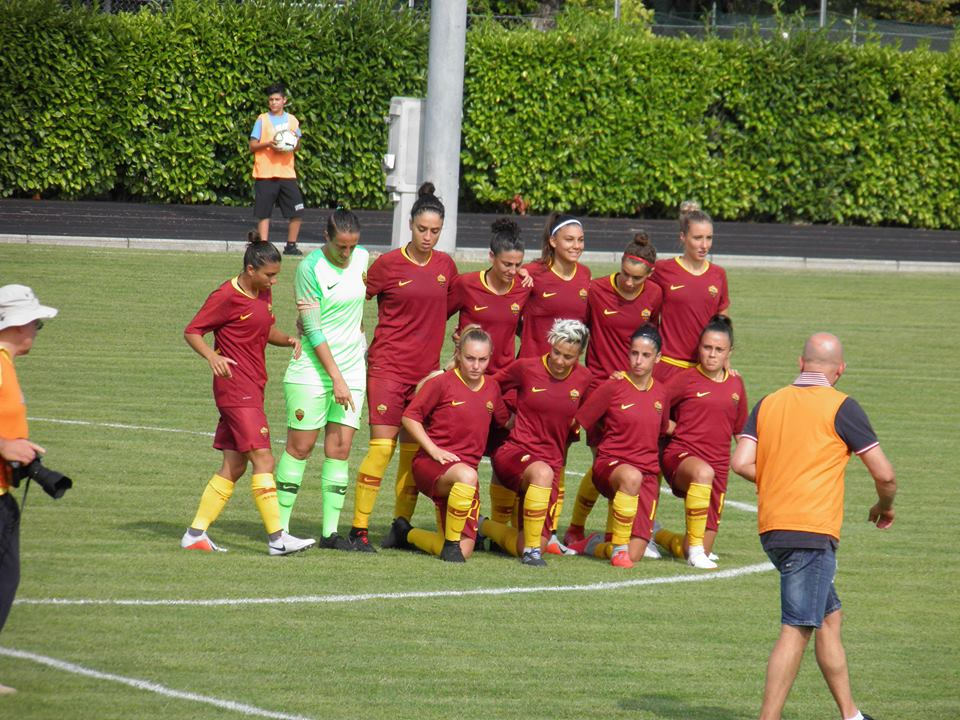
La Roma all'esordio nella stagione 2018-2019

Includendo la stagione 2024-2025, il club ha preso parte a sette campionati nazionali, tutti in Serie A; nelle sue prime due partecipazioni la Roma si è posizionata quarta. La vittoria casalinga (e in termini assoluti) con il maggior numero di reti di scarto in campionato italiano è avvenuta nel 2018-2019, Roma-ChievoVerona Valpo 7-1, mentre la sconfitta in casa (e in assoluto) con più reti di scarto, avvenuta nel medesimo torneo, è stata Roma-Juventus 0-4. In trasferta la partita con maggior gap di reti è stata Fiorentina-Roma 1-7 del 14 gennaio 2023. 
Nel corso della stagione 2023-2024 la Roma ha collezionato 12 vittorie consecutive nelle prime 12 partite di campionato, record di vittorie consecutive nella storia della compagine giallorossa.
Le Lupe hanno preso parte a sette edizioni della Coppa Italia, la prima delle quali nella stagione della loro fondazione. Nelle prime due edizioni, le Capitoline sono arrivate in semifinale, nella terza le Giallorosse hanno vinto il trofeo, nella quarta sono arrivate in finale. In questa competizione la vittoria casalinga con più reti si è disputata contro la Florentia (ritorno dei quarti di finale, 6-1, il 14 gennaio 2021),. In trasferta la partita con maggior gap di reti è stata Pomigliano-Roma 1-8 (andata dei quarti di finale) del 25 gennaio 2023; per quanto riguarda le sconfitte, quella con più reti di scarto è stata Fiorentina-Roma (2-0) nella partita di ritorno delle semifinali giocata il 17 aprile 2019, mentre è ancora imbattuta nelle partite casalinghe di questa competizione. 
Nel corso della stagione 2024-2025 le giallorosse raggiungono la loro quinta finale consecutiva della Coppa Italia, nessuna squadra ci era mai riuscita prima. 
In campo internazionale, la Roma ha debuttato in UEFA Women's Champions League nella stagione 2022-2023, classificandosi al secondo posto nella fase a gironi (quattro vittorie, un pareggio ed una sconfitta) per poi essere eliminata ai quarti di finale per mano del Barcellona (perdendo entrambi gli incontri 0-1 e 5-1). In occasione dell'andata dei quarti di finale contro il Barcellona, la Roma e le blaugrana sono scese in campo per la prima volta nella storia allo Stadio Olimpico, realizzando il record di presenze allo stadio per una partita di calcio femminile in Italia: 39.454 spettatori.
Il maggior numero di risultati utili consecutivi in serie A si è avuto tra il 10 ottobre 2021, Milan-Roma 1-1 (sesta del campionato 2021/22), e il 10 settembre 2022, Roma-Milan 2-0 (seconda del campionato 2022/23), periodo durante il quale le Giallorosse hanno disputato diciassette incontri, con quattordici vittorie e tre pareggi; la serie si è interrotta a causa della sconfitta contro la Juventus per 1-0 del 16 settembre 2022..
Nel corso della stagione 2023-2024 la Roma è stata capace di vincere tutte e 13 le gare disputate in casa. 
Tra il 29 gennaio 2023 (Roma-Sassuolo 5-0) e il 14 settembre 2024 (Roma-Sassuolo 1-1) le giallorosse collezionano 19 vittorie casalinghe consecutive in campionato, record per la compagine capitolina.
In seguito alla vittoria nella Supercoppa del 6 gennaio 2025, la Roma diventa la prima squadra nell’era del professionismo a detenere le tre competizioni domestiche insieme (Scudetto, Coppa Italia e Supercoppa).
In merito alle giovanili, il risultato più importante della Primavera è stata la conquista dello scudetto per quattro stagioni consecutive, dal 2020 al 2023, sotto la guida di Fabio Melillo.

### Statistiche individuali
Di seguito i record di presenze e di reti delle giocatrici della Roma femminile.
Statistiche aggiornate al 20 maggio 2025.
| Record di presenze - 186 Manuela Giugliano (2019-) - 179 Giada Greggi (2018-) - 156 Annamaria Serturini (2018-2024) - 149 Elisa Bartoli (2018-2024) - 148 Elena Linari (2021-) - 144 Camelia Ceasar (2019-2025) - 133 Benedetta Glionna (2021-2025) - 126 Emilie Haavi (2021-) - 120 Valentina Giacinti (2022-2025) - 118 Moeka Minami (2022-2025) | Record di reti - 55 Manuela Giugliano (2019-) - 51 Valentina Giacinti (2022-2025) - 41 Annamaria Serturini (2018-2024) - 40 Andressa Alves da Silva (2019-2023) - 28 Emilie Haavi (2021-) - 27 Evelyne Viens (2023-) - 26 Paloma Lázaro (2020-2023) - 24 Benedetta Glionna (2021-2025) - 18 Elena Linari (2021-) - 18 Elisa Bartoli (2018-2024) |

## Tifoseria

### Storia

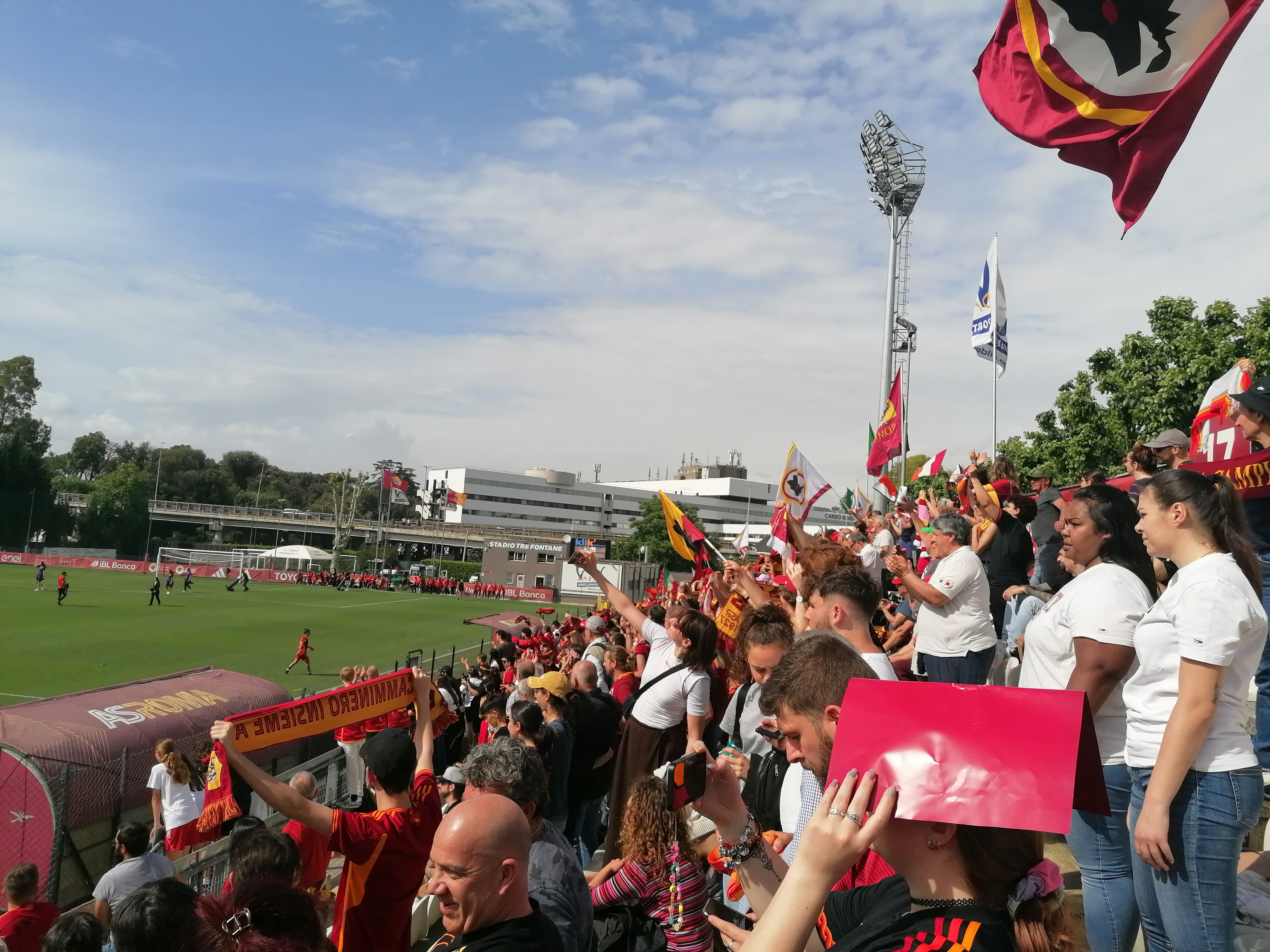
Tifosi della Roma al Tre Fontane

Essendo considerato il calcio femminile un'attività sportiva di nicchia, il tifo per quanto riguarda le compagini è rimasto limitato fino al 2017, anno in cui la Federazione Italiana Giuoco Calcio (FIGC) ha dato la possibilità ai club professionistici maschili di acquisire società dilettantistiche femminili. Nonostante questo, anche negli anni successivi si è registrata una chiusura da parte di alcuni appassionati di calcio, con offese nei confronti delle calciatrici e della disciplina. Nel corso della stagione 2021/22 è stato fondato il Roma Women Fan Club, affiliato all'U.T.R. - Unione Tifosi Romanisti, una delle due organizzazioni che riuniscono i Roma club, e che a fine stagione 2022/23, quella dello scudetto, contava già su un centinaio di membri, che seguono con lo striscione del Club la squadra al Tre Fontane e nelle trasferte, non solo in Italia, ma anche in Europa, e sono presenti anche nelle partite giocate dalla squadra Primavera femminile e dalle altre formazioni giovanili femminili.
Le Lupe sono anche impegnate in attività di promozione del calcio femminile nelle scuole, così come nel richiamare allo stadio i tifosi storicamente legati alle vicende della squadra maschile. La Roma fa uso costante dal 2011 di media digitali e social network, nell'ambito di una politica di rafforzamento del marchio condotta dal presidente Thomas DiBenedetto prima e James Pallotta poi: oltre agli account dedicati alla società in toto, nel 2018 le Giallorosse hanno aperto due account su Twitter dedicati esclusivamente alla sezione femminile.
Sulla scia di Juventus, Inter e Milan, su proposta dell'allora allenatore della sezione maschile Helenio Herrera, nasce nel 1971 l'"Associazione Italiana Roma Club" (AIRC), ente che conta più di 120 club affiliati. Questo ente promuove e sviluppa il tifo sportivo in favore delle squadre della Roma, produce su richiesta striscioni per i Roma club affiliati e ne indica gli standard di fabbricazione, fornisce biglietti per le partite casalinghe di Serie A ai Roma Club affiliati, e, in associazione con il club giallorosso, organizza le conviviali dei Roma club con la partecipazione di calciatori o dirigenti del club capitolino. I Roma club affiliati provengono da tutte le regioni d'Italia (la più rappresentata è il Lazio seguito dalla Puglia) e da trenta Nazioni, delle quali le più rappresentate sono Stati Uniti d'America, Regno Unito e Brasile, mentre Europa e Americhe sono i continenti con più Roma club.

## Organico

### Rosa 2025-2026
Di seguito l'organico della Roma femminile aggiornato al 1º agosto 2025.
| N. |                      | Ruolo | Calciatrice                  |
| -- | -------------------- | ----- | ---------------------------- |
| 1  | Rep. Ceca (bandiera) | P     | Olivie Lukášová              |
| 2  | Danimarca (bandiera) | D     | Katrine Veje                 |
| 3  | Italia (bandiera)    | D     | Lucia Di Guglielmo           |
| 4  | Australia (bandiera) | D     | Winonah Heatley              |
| 6  | Spagna (bandiera)    | D     | Oihane Valdezate             |
| 7  | Canada (bandiera)    | A     | Evelyne Viens                |
| 8  | Danimarca (bandiera) | C     | Kathrine Møller Kühl         |
| 10 | Italia (bandiera)    | C     | Manuela Giugliano (capitano) |
| 11 | Norvegia (bandiera)  | A     | Emilie Haavi                 |
| 16 | Italia (bandiera)    | A     | Alice Corelli                |
| 17 | Svizzera (bandiera)  | A     | Alayah Pilgrim               |
| 19 | Nigeria (bandiera)   | D     | Shukurat Oladipo             |
| 20 | Italia (bandiera)    | C     | Giada Greggi                 |

| N. |                            | Ruolo | Calciatrice           |
| -- | -------------------------- | ----- | --------------------- |
| 21 | Canada (bandiera)          | C     | Mia Pante             |
| 22 | Italia (bandiera)          | C     | Marta Pandini         |
| 23 | Italia (bandiera)          | C     | Valentina Bergamaschi |
| 24 | Italia (bandiera)          | P     | Rachele Baldi         |
| 25 | Danimarca (bandiera)       | D     | Frederikke Thøgersen  |
| 29 | Germania (bandiera)        | C     | Annalena Rieke        |
| 30 | Nigeria (bandiera)         | A     | Rinsola Babajide      |
| 44 | Rep. Dominicana (bandiera) | D     | Samantha van Diemen   |
| 47 | Italia (bandiera)          | A     | Giulia Galli          |
| 48 | Corea del Sud (bandiera)   | C     | Kim Shin-ji           |
| 88 | Slovenia (bandiera)        | C     | Maja Madon            |
|    | Italia (bandiera)          | P     | Valentina Soggiu      |

### Staff tecnico
Di seguito lo staff tecnico della Roma femminile aggiornato al 4 luglio 2025.
- Luca Rossettini - Allenatore
- Leonardo Montesano - Vice allenatore
- Riccardo Ciocchetti - Collaboratore
- Mauro Patrizi - Preparatore portieri
- Stefano D'ottavio - Preparatore atletico
- Simone Mangeri - Preparatore atletico
- Davide Massimi - Preparatore atletico
- Veronica Petrucci - Medico sociale
- Salvatore Gervasi - Medico sociale
- Marco Francescato - Fisioterapista
- Renzo Cuomo - Fisioterapista
- Stefano Corti - Magazziniere
- Ilaria Inchingolo - Team manager
- Andrea Rubiolo - Segretario
- Carlo Stigliano - Direttore organizzativo

## Videografia
- Manuela Romano (a cura di), La storia della A.S. Roma (10 DVD-Video), Corriere dello Sport, Rai Trade, 2006.